# 沈炯來
沈炯來（1958年1月3日—），韩国喜剧演员、电影制片人、导演。

## 電影
2007年，製作奇幻電影《龙之战》。该片投资创下韩国电影史上最高紀錄。
2010年，自編自導自演喜劇片《最後的教父》上映，電影在美國取景，使用英文對白，並邀請到好萊塢影星哈威•凱特爾主演，由當時在美國出道發展的韓國女團Wonder Girls客串演出，蟬聯雙週韓國電影票房冠軍。
2016年，擔任韓中合作科幻電影《龍之戰2》的導演。